# Danh sách nghệ sĩ âm nhạc người Bỉ bán đĩa chạy nhất
Danh sách nghệ sĩ âm nhạc người Bỉ bán đĩa chạy nhất không thể được liệt kê một cách chính thức, do không có bất kì một tổ chức nào ghi lại doanh số thu âm trên toàn cầu của các nghệ sĩ người Bỉ. Trang này liệt kê một danh sách các nghệ sĩ tự khẳng định mình nằm trong số những người có doanh số bán đĩa chạy nhất.

## Các nghệ sĩ Bỉ xếp theo doanh số được đồn đoán từ 1940–nay

### Trên 50 triệu bản
| № | Nghệ sĩ         | Doanh số (triệu bản) | Giai đoạn | Thể loại | Nguồn     |
| - | --------------- | -------------------- | --------- | -------- | --------- |
| 1 | Salvatore Adamo | Trên 100             | 1963–nay  | Chanson  | [1][2][3] |

### Trên 20 triệu bản
| № | Nghệ sĩ                       | Doanh số (triệu bản) | Giai đoạn  | Thể loại | Nguồn        |
| - | ----------------------------- | -------------------- | ---------- | -------- | ------------ |
| 2 | Frédéric François             | 40                   | 1970–nay   | Chanson  | [4][5]       |
| 3 | Jacques Brel                  | 25                   | 1953–1978† | Chanson  | [6][7][8][9] |
| 4 | Lou Deprijck/Plastic Bertrand | 20                   | 1963–nay   | Pop/Rock | [10]         |

### Trên 10 triệu bản
| №  | Nghệ sĩ         | Doanh số (triệu bản) | Giai đoạn | Thể loại     | Nguồn                |
| -- | --------------- | -------------------- | --------- | ------------ | -------------------- |
| 5  | Rocco Granata   | 17                   | 1959–nay  | Pop          | [11][12]             |
| 6  | Francis Goya    | 15                   | 1966–nay  | Instrumental | [13]                 |
| 7  | Frank Michael   | 15                   | 1974–nay  | Pop          | [14]                 |
| 8  | Technotronic    | 14                   | 1988–2005 | Eurodance    | [15][16]             |
| 9  | Helmut Lotti    | 13,3                 | 1990–nay  | Pop          | [17]                 |
| 10 | Lara Fabian     | 13                   | 1986–nay  | Pop          | [18][19][20][21][22] |
| 11 | Claude Barzotti | 12                   | 1973–nay  | Pop          | [23][24][25]         |
| 12 | Vaya Con Dios   | 10,5                 | 1986–2014 | Pop          | [26][27][28]         |
| 13 | Art Sullivan    | 10,4                 | 1966–nay  | Chanson      | [29][30][31]         |

### Trên 5 triệu bản
| №  | Nghệ sĩ            | Doanh số (triệu bản) | Giai đoạn  | Thể loại     | Nguồn        |
| -- | ------------------ | -------------------- | ---------- | ------------ | ------------ |
| 14 | André Brasseur     | 7                    | 1965–nay   | Instrumental | [32][33][34] |
| 15 | Lio                | 7                    | 1979–nay   | Pop          | [35][36][37] |
| 16 | Tony Sandler       | 6                    | 1949–nay   | Pop          | [38][39][40] |
| 17 | Annie Cordy        | 5,5                  | 1960–2000  | Pop          | [41][42][43] |
| 18 | Axelle Red         | 5,2                  | 1987–nay   | Pop          | [44][45][46] |
| 19 | Lasgo              | 5                    | 2000–nay   | Dance        | [47]         |
| 20 | Bobbejaan Schoepen | 5                    | 1938–2010† | Pop          | [48][49][50] |
| 21 | Eddy Wally         | 5                    | 1959–2016† | Ambiance     | [51][52][53] |

### Trên 2 triệu bản
| №  | Nghệ sĩ                             | Doanh số (triệu bản) | Giai đoạn       | Thể loại          | Nguồn                |
| -- | ----------------------------------- | -------------------- | --------------- | ----------------- | -------------------- |
| 22 | K3                                  | 4,6                  | 1999–nay        | Pop               | [54][55][56][57]     |
| 23 | J.J. Lionel                         | 4,5                  | 1970–nay        | Pop               | [58][59][60][61]     |
| 25 | Paradisio                           | 4,1                  | 1994–nay        | Dance             | [65][66]             |
| 26 | Les Crazy Horse/Alain Delorme       | 4                    | 1971–1975       | Pop               | [67][68][69]         |
| 27 | Confetti's/T-Spoon                  | 4                    | 1982–nay        | New Beat/Dance    | [70][71][72]         |
| 28 | The Wallace Collection              | 4                    | 1968–nay        | Pop/rock          | [73][74][75]         |
| 29 | Benny B                             | 3,5                  | 1990–nay        | Eurodance         | [61]                 |
| 30 | Soeur Sourire                       | 3,5                  | 1963–1983†      | Pop               | [76][77][78]         |
| 31 | DJ F.R.A.N.K./Van Rijswijk/Danzel   | 3,3                  | 1999–nay        | Dance             | [79][80][81]         |
| 32 | Maurane                             | 3,2                  | 1979–2018       | Pop               | [82][83][84]         |
| 33 | Clouseau                            | 3,1                  | 1984–nay        | Pop               | [85][86][87]         |
| 34 | Christian Vidal                     | 3,1                  | 1972–nay        | Pop               | [88][89][90]         |
| 35 | Junior Jack                         | 3                    | 1990-nay        | Eurodance         | [91][92]             |
| 36 | Kate Ryan                           | 3                    | 2000–nay        | Pop/Dance/House   | [93][94]             |
| 37 | K's Choice                          | 3                    | 1990–nay        | Rock              | [95][96]             |
| 38 | Lords of Acid/Praga Khan            | 2,9                  | 1988–nay        | Acid house        | [97][98][99]         |
| 39 | Soulwax/2 many dj's                 | 2,7                  | 1995–nay        | Rock/Dance        | [100][101][102]      |
| 40 | Django Reinhardt                    | 2,5                  | 1934-1953†      | Jazz              | [103][104]           |
| 41 | Front 242                           | 2,5                  | 1980–nay        | Electro           | [105][106][107]      |
| 42 | Jimmy Frey                          | 2,5                  | 1956–nay        | Pop               | [108][109][110]      |
| 43 | Toots Thielemans                    | 2,5                  | 1940–2016†      | Jazz/Instrumental | [111][112][113]      |
| 44 | Henri Seroka                        | 2,2                  | 1969–nay        | Film music/Pop    | [114][115][116]      |
| 45 | Milow                               | 2,2                  | 2003–nay        | Pop               | [117][118][119][120] |
| 46 | Dana Winner                         | 2,15                 | 1989–nay        | Pop               | [121][122][123]      |
| 47 | D.H.T.                              | 2,1                  | 1995–nay        | Trance/Eurodance  | [124]                |
| 48 | Milk Inc./Regi Penxten              | 2,1                  | 1996–nay        | Electronica/House | [125][126][127]      |
| 49 | Stromae                             | 2,1                  | 2005–nay        | Hip Hop/Dance     | [128][129]           |
| 50 | Burt Blanca                         | 2                    | 1958–nay        | Rock'n'roll       | [130][131]           |
| 51 | Christian Adam                      | 2                    | 1973–nay        | Pop               | [132][133][134]      |
| 52 | Philippe Lafontaine                 | 2                    | 1978–nay        | Pop               | [135][136][137]      |
| 53 | M.I.K.E.                            | 2                    | 1992–nay        | Trance            | [138][139][140]      |
| 54 | Soulsister/Jan Leyers/Paul Michiels | 2                    | 1986–1997, 2007 | Pop               | [141][142]           |
- Lưu ý rằng các số liệu có thể không chính xác. Doanh số bao gồm lượng album và đĩa đơn bán ra trên toàn cầu.